# Steve Jenkner
Steve Jenkner (Lichtenstein, 31 de mayo de 1976) es un expiloto de motociclismo alemán. Jenkner debutó en 1996 con Aprilia. Su mejor temporada fue 2002 cuando acabó la temporada en quinto lugar en la categoría de 125cc. Su primera y única victoria fue 2003 en el Gran Premio de los Países Bajos de 2003.

## Trayectoria
Después de comenzar a competir en minimoto en 1989 cambió a las competiciones del campeonato de velocidad nacional alemán, para obtener sus primeras participaciones en competiciones internacionales con el Campeonato Europeo de Motociclismo hasta 1996, terminando en el lugar 21.
Jenkner corrió casi toda su carrera con Aprilia, participando en diversos campeonatos del Campeonato del Mundo en 125 y 250 cc. La única excepción fue la temporada 2000 cuando corrió con una Honda.
En 2006, finaliza su actividad y, a partir de 2007, se ocupa del servicio de prensa de algunos equipos y en 2008 es técnico de Bridgestone en MotoGP.

## Carreras por año
Sistema de puntuación de 1993 en adelante:
| Posición | 1.º | 2.º | 3.º | 4.º | 5.º | 6.º | 7.º | 8.º | 9.º | 10.º | 11.º | 12.º | 13.º | 14.º | 15.º |
| Puntos   | 25  | 20  | 16  | 13  | 11  | 10  | 9   | 8   | 7   | 6    | 5    | 4    | 3    | 2    | 1    |

| Año  | Clase  | Moto    | 1       | 2      | 3       | 4       | 5       | 6       | 7       | 8       | 9       | 10      | 11      | 12     | 13      | 14      | 15      | 16      | 17     | Pos. | Pts. |
| ---- | ------ | ------- | ------- | ------ | ------- | ------- | ------- | ------- | ------- | ------- | ------- | ------- | ------- | ------ | ------- | ------- | ------- | ------- | ------ | ---- | ---- |
| 1996 | 125cc  | Aprilia | MAL     | INA    | JPN     | SPA     | ITA     | FRA     | NED     | GER NP  | GBR     | AUS     | CZE     | IMO    | CAT     | RIO     | EUR     |         |        | -    | 0    |
| 1997 | 125cc  | Aprilia | MAL 21  | JAP 21 | ESP 18  | ITA 22  | AUT 15  | FRA 13  | NED 17  | IMO 18  | ALE Ret | RIO 12  | GBR 16  | CZE 7  | CAT 14  | IDN 15  | AUS 16  |         |        | 19.º | 20   |
| 1998 | 125cc  | Aprilia | JAP Ret | MAL 11 | ESP 16  | ITA 14  | FRA 7   | MAD 10  | NED 9   | GBR Ret | ALE 8   | CZE 11  | IMO 14  | CAT 16 | AUS 15  | ARG 17  |         |         |        | 17.º | 45   |
| 1999 | 125cc  | Aprilia | MAL 15  | JAP 13 | ESP 17  | FRA 8   | ITA 14  | CAT Ret | NED     | GBR NP  | ALE 17  | CZE 7   | IMO 7   | VAL 5  | AUS 10  | RSA 11  | RIO 16  | ARG Ret |        | 54   | 15.º |
| 2000 | 125cc  | Honda   | RSA 6   | MAL 9  | JAP 13  | ESP 10  | FRA Ret | ITA 4   | CAT Ret | NED 7   | GBR 18  | ALE 10  | CZE Ret | POR 11 | VAL 16  | RIO 13  | PAC 13  | AUS 7   |        | 74   | 12.º |
| 2001 | 125cc  | Aprilia | JAP 7   | RSA 8  | ESP Ret | FRA 12  | ITA 12  | CAT 4   | NED 3   | GBR 7   | ALE 10  | CZE 3   | POR Ret | VAL 7  | PAC Ret | AUS 17  | MAL Ret | RIO 17  |        | 94   | 11.º |
| 2002 | 125cc  | Aprilia | JAP 15  | RSA 4  | ESP 3   | FRA 11  | ITA 8   | CAT 3   | NED 6   | GBR 5   | ALE 3   | CZE 6   | POR 3   | RIO 18 | PAC 3   | MAL 6   | AUS 7   | VAL 5   |        | 168  | 5.º  |
| 2003 | 125cc  | Aprilia | JAP 3   | RSA 3  | ESP 2   | FRA 8   | ITA Ret | CAT 4   | NED 1   | GBR Ret | ALE Ret | CZE Ret | POR Ret | RIO 10 | PAC 5   | MAL Ret | AUS 3   | VAL 2   |        | 151  | 6.º  |
| 2004 | 125 cc | Aprilia | RSA 8   | ESP 2  | FRA 10  | ITA 7   | CAT 12  | NED 5   | RIO 20  | ALE 11  | GBR 11  | CZE 6   | POR Ret | JAP 5  | QAT 11  | MAL 10  | AUS 5   | VAL 10  |        | 122  | 8.º  |
| 2005 | 250 cc | Aprilia | ESP Ret | POR NQ | CHN Ret | FRA Ret | ITA     | CAT 19  | NED Ret | USA     | GBR 17  | ALE 14  | CZE 15  | JPN 12 | MAL 14  | QAT 14  | AUS 14  | TUR Ret | VAL 17 | 13   | 23.º |